# 加比特穆西列波夫區
53°11′53″N 66°46′10″E / 53.19806°N 66.76944°E

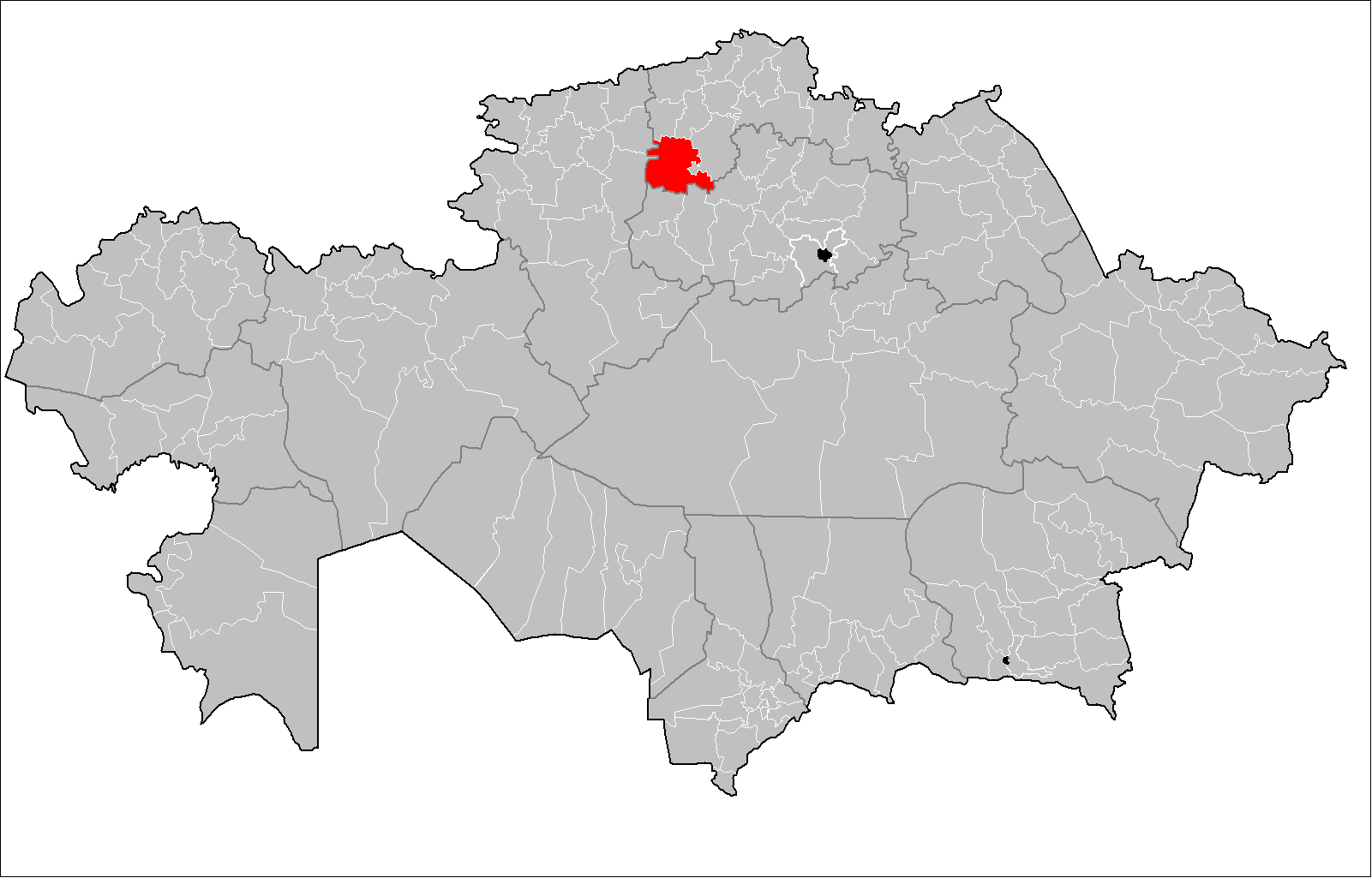

加比特穆西列波夫區是哈薩克斯坦的行政區，位於該國北部，由北哈薩克斯坦州負責管轄，首府設於新伊希姆斯科耶，始建於1969年，面積11,090平方公里，2019年人口40,850。